# المرأة في الطاوية

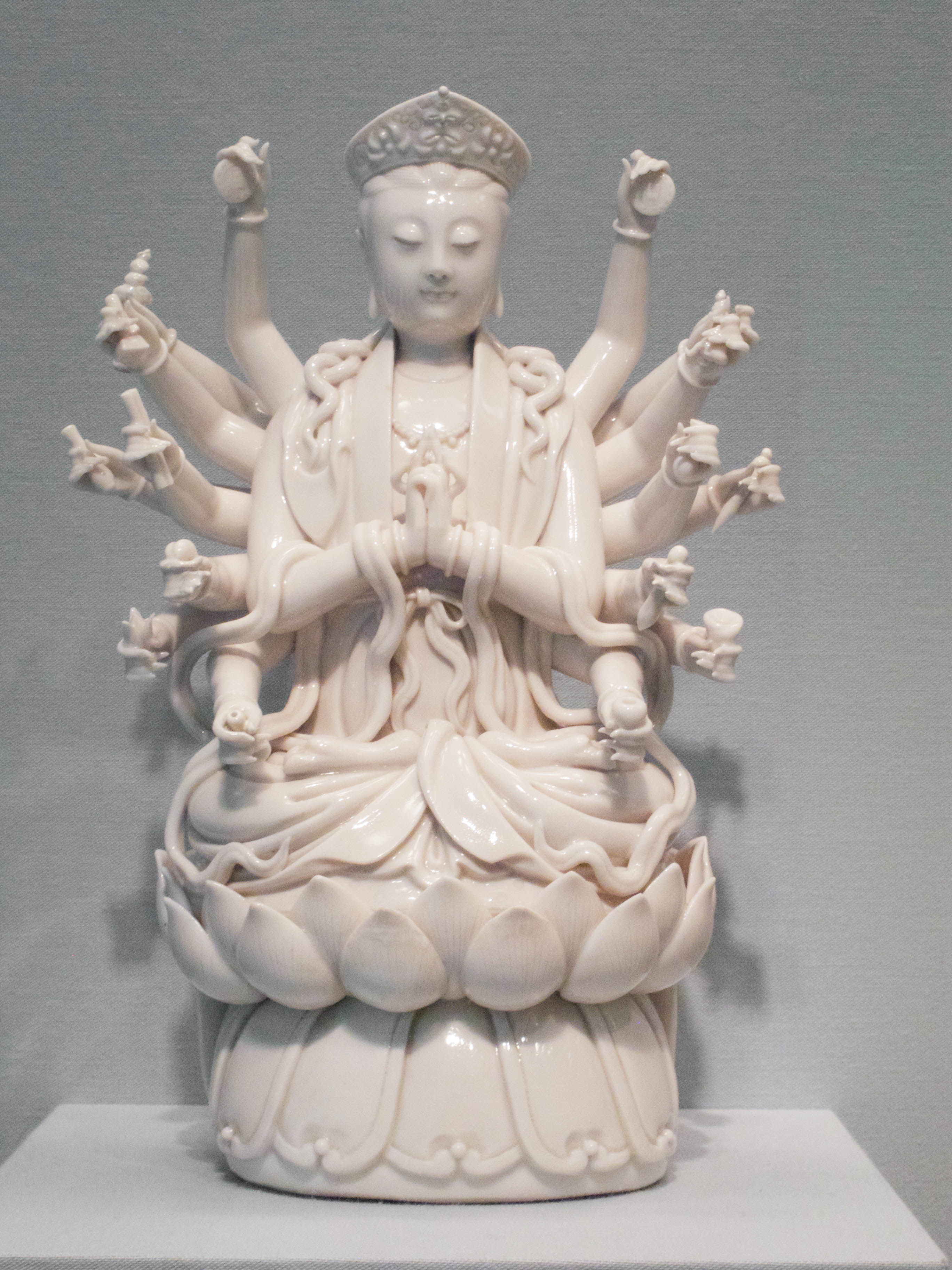
تمثال خزفي يعود لعهد سلالة تشينغ للآلهة الطاوية دومو (斗母).

اختلفت أدوار المرأة في الطاوية عن أدوار المرأة في النظام الأبوي التقليدي في الصين القديمة وفي الصين الإمبراطورية. للنساء الصينيات أهمية خاصة في بعض المذاهب الطاوية التي أدركت قدرات النساء المتعالية على التواصل مع الآلهة، التي كثيرًا ما تمد النساء بآيات ونصوص وحيانية. برزت النساء لأول مرة في ظل مذهب شانغتشينغ، مذهب النقاء الأعلى، الذي أسسته، في القرن الرابع، امرأة تُدعى وي هوخان. كانت سلالة تانغ الحاكمة (618-907) تمثل نقطة هامة بالنسبة لأهمية النساء في الطاوية، إذ كان ثلث رجال الدين في مذهب شانغتشينغ من النساء، وتضمن ذلك العديد من الراهبات الطاويات الأرستقراطيات. انخفض عدد النساء الطاويات حتى القرن الثاني عشر، عندما عين مذهب كوان زين، مذهب الكمال التام، الكاهنة صن بوار، باعتبارها المرأة الوحيدة بين تلاميذها الأصليين في مراكز السلطة. في القرنين الثامن عشر والتاسع عشر، مارست النساء الطاويات وناقشن طريقة نودان، والتي تشمل ممارسات جندرية محددة في التأمل في النفس والتخيل. علاوة على ذلك، تتمع الآلهة والعبادات الطاوية بتقاليد عريقة في الصين، على سبيل المثال الملكة الأم للغرب، راعية خلود شيان، وهي شيانغو، واحدة من الخالدين الثمانية، ومازو، حامية البحارة وصيادي الأسماك.

## المصطلحات
منذ أن بدأت الديانة الطاوية المنظمة في أواخر عهد سلالة هان الحاكمة (202 ق.ح.ع - 220 ح.ع)، كانت النساء قد نشطن في مذاهب مختلفة، والتي أعطتهن أسماء متنوعة. في مذهب تيانشي تاو (طريق الأسياد السماويين)، كن يُدعين نوشي («إناث الأسياد»)، وذلك عندما يتزوجن من سيد ما، أو نوغوان («ضابطات»)، وذلك عندما يكن بين مجموعة مختارة من الشونغ مين («أهل البذار»). في مذهب شانغتشينغ (النقاء الأعلى)، كانت الراهبات الطاويات في أغلب الأحيان مُمَارسات منعزلات، ويطلق عليهن اسم نوو داوشي («الطاويات» أو «إناث الأسياد الطاويات») أو نوغوان («إلإناث ذات القبعات»، نسبة لارتدائهن غطاء رأس خاص بالطقوس)، وذلك في عهد سلالة سونغ الحاكمة. يستخدم مذهب كوان زين (الكمال التام) مصطلح داوغو («سيدات الطاو») في الإشارة إلى راهبات الأديرة والعلمانيات المتدينات. (Despeux 2000: 384, 2008: 171).

## نبذة تاريخية

### حقبة هان وما قبلها
تُعد شيوانغ مو، الملكة الأم للغرب، الألوهية الأنثوية الأكثر بروزًا في الطاوية، على الرغم من أن تقاليدها ترجع إلى ما قبل الديانات الطاوية المنظمة. (Despeux 2008: 172). تربط مصادر من حقبة الممالك المتحاربة (475-221 قبل الميلاد) بين الملكة الأم والتقاليد الشامانية، مثل الغراب ثلاثي الأرجل، وهو الشيطان الخاص بها، وخوخ الخلود. في شانهايجينغ، وهو نص كلاسيكي يعود تقريبًا إلى القرن الثالث قبل الميلاد (كلاسيكية الجبال والبحار): «تبدو ملكة الغرب الأم في مظهرها كإنسان، لكنها تملك ذيل فهد وأنياب نمر، وهي بارعة في الصفير. ترتدي تاج النصر على شعرها المتشابك، وهي تترأس الكوارث القادمة من السماء، وتترأس القوى الخمس المدمرة». (tr. Birrell 2000: 24).
أثناء عهد سلالة هان الحاكمة (202 ق.ح.ع - 220 ح.ع)، اعتقد الناس أن الملكة الأم قادرة على حمايتهم من المرض والموت، وأصبحت شخصية مركزية، عبدتها طائفة من الفلاحين نشأت في منطقة شاندونغ، وانتشرت في البلاد في عام 3 قبل الميلاد. (Despeux and Kohn 2003: 27). أصبحت شيوانغ مو معروفة بإلاهة الأوبئة، التي كانت تسكن في الغرب على جبل كونلون، وتحكم شياطين الأوبئة. عبدت طائفتها الملكة الأم في مناطق مختلفة من الصين، وعلى نحو خاص، جبل هينغ في خونان، جبل هوا في شنشي، وجبل وويي في فوجيان.
في ظل الأسر الحاكمة الست، اندمجت عبادة الملكة الأم مع إلهة مذهب شانغتشينغ (النقاء الأعلى) وأصبحت إحدى الإلاهات الرئيسية في المذهب، فساعدت كلا الجنسين في ذلك الوقت. بلغت عبادتها ذروتها خلال فترة تانغ، عندما برزت، على نحو خاص، بوصفها حامية المرأة، وبُجلت بوصفها ممثلة للمثالية الأنثوية. (Cahill 1993). منذ عهد سلالة سونع الحاكمة، استُعيض، على نحو متزايد، عن عبادة شيوانغ مو في الطاوية الرسمية بعبادة الإلاهات الأخرى. مع ذلك، ما زالت الملكة الأم شيوانغ مو، شخصية بارزة في الحركات الطائفية والفرق الجَماعية الصغيرة التي تلقت منها رسائل من خلال الكتابات الروحية فوجي. مع هبوطها على المذبح خلال جلسات الاستحضار، تحت حكم مينغ وكينغ، أخذت لقب وشينغ لامو (أم مبجلة لم تولد بعد)، وما زالت تمثل إلهة رئيسية تعبدها النساء، وخاصة في الأماكن الشعبية. (Despeux 2000: 387).

### العصور الوسطى المبكرة
بدأت مكانة المرأة تصبح ذات أهمية في الطاوية المنظمة خلال حقبة الممالك الثلاث، والسلالات الحاكمة الستة (221-590)، وسلالة سوي الحاكمة (590-618). في القرن الرابع، اعترف مذهب شانغتشينغ بأن امرأة، وي هوخان (251-334)، هي من أسست المذهب. نقلت النساء في هذا المذهب الطاوي؛ النصوص الدينية، وعلّمن الأساليب، وخدمن كرائدات. (Despeux 2008: 171).
أصبحت وي هوخان، وهي متزوجة من أحد كبار رواد مذهب تيانشي، جيجو مبجلة (ساقية)، وهو ما يعني أنها تلقت تعليمًا دينيًا دقيقًا في المذهب، بما في ذلك طقوس العبور الجنسية واستلام السجلات الرسمية. (Despeux 2000: 388). تحكي سيرتها المقدسة أنّها حصلت على الطاو على جبل هينغ، الذي كان في ذلك الوقت مركزًا نشطًا للممارسات البوذية والطاوية. (Faure 1987). لذلك دُعيت نانيو فورن (سيدة جبل مارشماونت الجنوبي). بعد تلك الفترة، أصبحت الهدف لعبادة هامة، والتي أصبحت، على نحو خاص، في عهد سلالة تانغ الحاكمة (Schafer 1977)، بارزة بين نساء الطاو وانتشرت في جميع أنحاء الصين. (Strickmann 1979: 142).
وفقًا للنص الخاص بالسلالات الستة الحاكمة، ميز مذهب تيانشي خمسة أنواع مختلفة من النساء الملائمات ليصبحن مُمارِسات طاويات: الفتيات غير المتزوجات، والنساء غير القادرات على الزواج بسبب طالعهن المشؤوم، والنساء اللاتي أجبرن على الزواج، والأرامل، والزوجات المنبوذات. (Overmyer 1991: 99-101). كانت جميع هذه الطبقات غير مرغوبة، ورفضها المجتمع، وكان مذهب تيانشي يقدم لها شكلًا من أشكال الهروب والبديل. سمح هذا الوضع لهؤلاء النساء أن يكون لهن دور ما على الأقل وألا يستبعدن تمامًا. ينطبق الأسلوب نفسه أيضًا على مذاهب وفترات طاوية أخرى، وخاصة أثناء حكم أسرة تانغ. (Despeux 2000: 385).